# Zuidenveld

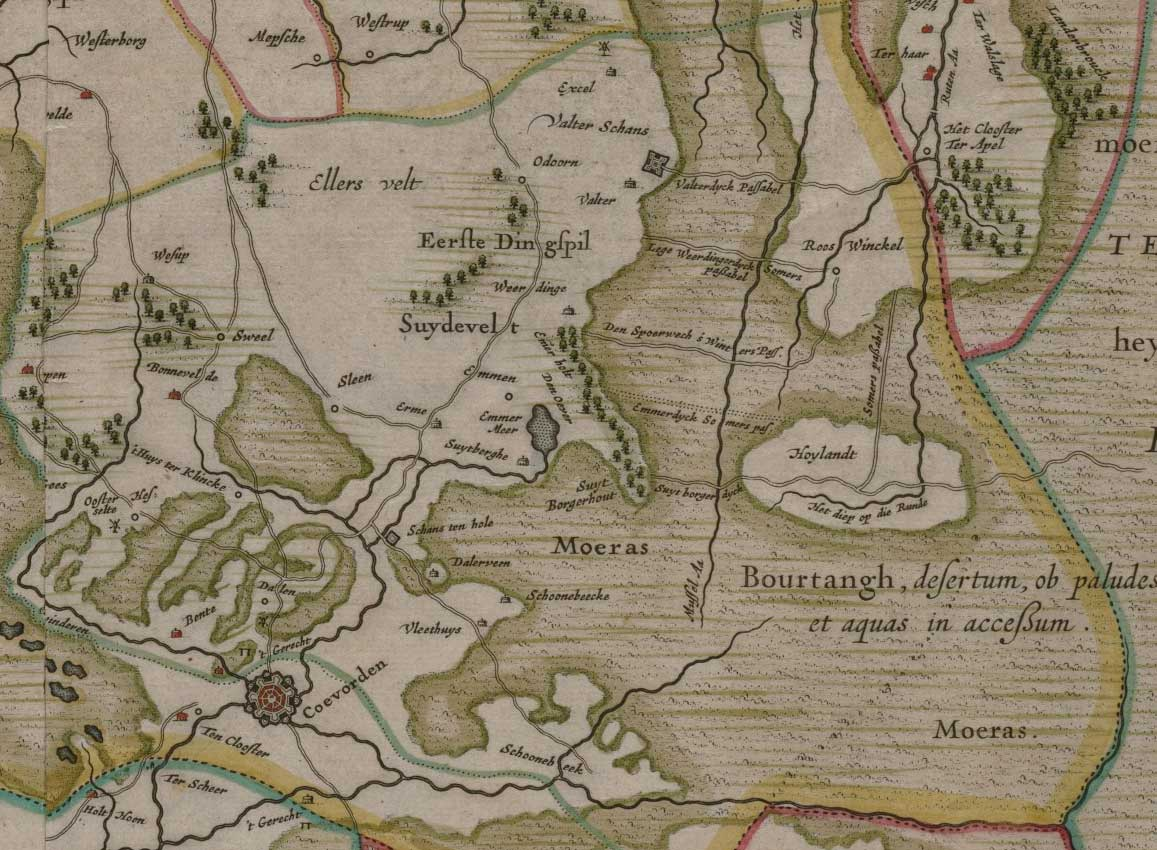
Het Eerste dingspel Suydevelt op de kaart van Drenthe door Cornelis Pijnacker (1634)

Zuidenveld was het eerste van de zes dingspelen van het Landschap Drenthe. De hoofdplaats was Sleen. Vandaar dat dit dorp als het belangrijkste dorp van het gebied de hoogste kerktoren heeft. 
Zuidenveld was het grootste dingspel, waarbij niet moet worden vergeten dat een groot deel in beslag werd genomen door woeste gronden, het veengebied in het zuiden en oosten en het vrijwel lege Ellertsveld in het noordwesten. De belangrijkste plaatsen naast Sleen zijn: Emmen, Exloo, Odoorn, Oosterhesselen, Roswinkel, Schoonebeek en Valthe. Coevorden hoorde niet tot het dingspel, maar was een aparte heerlijkheid. Emmen, nu de grootste plaats in deze regio, was kleiner dan het toenmalige Sleen. Roswinkel lag op een zandhoogte als een eiland in het midden van het veengebied.
Na de restauratie van de Jacobuskerk van Rolde ontwierp de Limburgse glazenier Joep Nicolas  nieuwe gebrandschilderde ramen voor deze kerk. Zes van deze glazen geven de Drentse dingspelen weer, waaronder het Zuidenveld.